# 後免東町停留場
後免東町停留場（ごめんひがしまちていりゅうじょう）は、高知県南国市後免町三丁目にあるとさでん交通後免線の路面電車停留場。

## 歴史
当停留場は1911年（明治44年）5月、とさでん交通の前身土佐電気鉄道により後免中町通停留場から当停留場までの区間が開通し、後免線が全通したのに合わせて開業した。当時は後免線の終点であり、後免町停留場（ごめんまちていりゅうじょう）と称した。1922年（大正11年）には後免東町通停留場（ごめんひがしまちどおりていりゅうじょう）へ改称している。
1924年（大正13年）になると、のちに土佐電気鉄道安芸線となる後免 - 手結間の鉄道が高知鉄道により開業。これを受け、翌1925年（大正14年）に後免線の軌道は当停留場から後免駅前まで延伸し、新たな終点後免町駅前停留場が開業した。なお、停留場名を後免東町停留場に改称した時期については不詳である。
隣接する後免東町交差点の道路改良工事に伴い、停留場の安全地帯が移設されることになり、2023年（令和5年）8月18日に供用開始した。屋根・ベンチ・スロープ付きの従来より広いものとなった。

### 年表
- 1911年（明治44年）5月14日：後免中町通 - 当停留場間の開通に伴い、後免町停留場として開業[1][3]。後免線全通[1]。
- 1922年（大正11年）2月21日：後免東町通停留場に改称[1][3]。
- 1925年（大正14年）2月21日：当停留場から後免町駅前までの開通に伴い途中駅となる[1]。
- 時期不詳：後免東町停留場に改称[3]。
- 2014年（平成26年）10月1日：土佐電気鉄道が高知県交通・土佐電ドリームサービスと経営統合し、とさでん交通が発足[6]。とさでん交通の停留場となる。
- 2023年（令和5年）8月18日：停留場が移設され、新しい安全地帯が供用開始される[5]。

## 停留場構造
2023年（令和5年）に移設された後の停留場は、片面だけの乗り場が道路を挟んで計2面設置されている構造となっている。
移設前は後免線の併用軌道区間にあり、道路上に軌道が敷かれていた。乗り場は2面あり、東西方向に伸びる2本の線路を挟んで向かい合わせに配置される（相対式）。線路の北側にあるのが後免町方面行き、南にあるのがはりまや橋方面行きの乗り場であった。はりまや橋方面は安全地帯（ホーム）が設置されるが、後免町方面は何もない構造であった。
停留場の両脇にはタクシー乗り場がある。

## 停留場周辺
当停留場より先、後免町停留場までの区間は専用軌道。かつてははりまや橋方面の後免西町停留場までの区間も専用軌道だったが、1933年（昭和8年）に実施された県道の改修工事により併用軌道化された。
- 後免町商店街
- 南国中央病院
- 高知県警察学校
- 南国税務署
- 海洋堂SpaceFactoryなんこく
- 「後免東町」バス停

## 隣の停留場
とさでん交通
後免線
後免町停留場 - 後免東町停留場 - 後免中町停留場